# Rottersdorfer Straße 10 (Magdeburg)

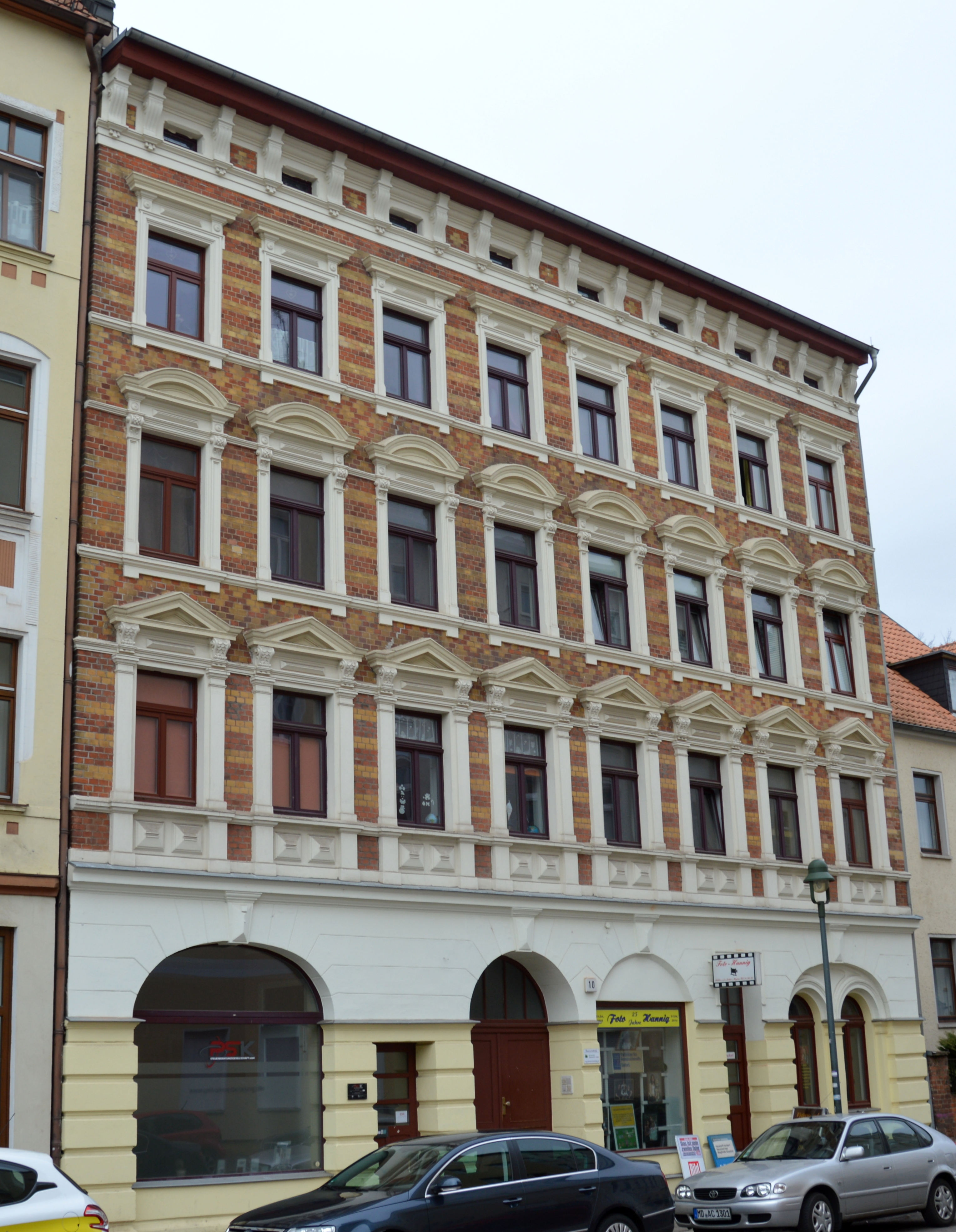
Haus Rottersdorfer Straße 10

Das Gebäude Rottersdorfer Straße 10 ist ein denkmalgeschütztes Wohn- und Geschäftshaus in Magdeburg in Sachsen-Anhalt.

## Lage
Es befindet sich auf der Südwestseite der Rottersdorfer Straße im Magdeburger Stadtteil Sudenburg, unweit der Einmündung der Rottersdorfer auf die Halberstädter Straße.

## Architektur und Geschichte
Der viergeschossige Bau wurde im Jahr 1887 vom Maurermeister Julius Kohtz für den Pferdebahn-Kontrolleur Gottfried Kuhnert errichtet. Das Gebäude wurde im Stil der Neorenaissance gestaltet. Die repräsentative achtachsige Fassade ist durch horizontale Lagen von gelben und roten Ziegeln geprägt. Die Fenster der Obergeschosse sind symmetrisch angeordnet und im ersten Obergeschoss mit Dreiecksgiebeln und im zweiten Obergeschoss mit Segmentbogengiebeln überspannt. Auf der Höhe der Sohlbänke finden sich schmale Gesimse. Am Erdgeschoss finden sich Putzbandrustika. Sowohl der Hauseingang als auch die im Erdgeschoss befindlichen Schaufenster sind als Rund- bzw. Korbbögen ausgeführt.
Das Gebäude verfügt über ein Mezzaningeschoss, dessen Fenster als flache Öffnungen ausgeführt sind. Zwischen den Fenstern befinden sich Konsolen. Bedeckt ist der Bau von einem Flachdach. Zum Gebäude gehören Seiten- und Hinterhaus.
Im örtlichen Denkmalverzeichnis ist das Wohn- und Geschäftshaus unter der Erfassungsnummer 094 70733 als Baudenkmal verzeichnet.
Das Gebäude gilt als Teil des Ensembles mit der benachbarten Sankt-Marien-Kirche als städtebaulich bedeutsam. Stadtteilgeschichtlich kommt ihm eine Bedeutung als historische Bausubstanz Sudenburgs zu.